# 秘密 〜唯がいた夏〜
『秘密 〜唯がいた夏〜』 （ひみつ ゆいがいたなつ）は、スターフィッシュから2001年7月26日に発売されたドリームキャスト用ゲームソフト。キャラクターデザインは藤原ひさし。

## 概要
果たせなかった約束を抱えたままの青年たちが、過去の時間との交流を経て償いと癒しを見出すアドベンチャーゲーム。主題となる「秘密」は以下の7つ。
1. 霧が出たときだけに現れる幻の蝶
2. 故郷で語られていた人さらいの噂
3. 主人公や仲間たちを付けねらう3人組
4. 主人公を導く不思議な少年
5. 仲間たちを招いた謎の女性管理人
6. ヒロインたちがそれぞれに秘めた過去
7. 主人公自身の秘密

## あらすじ
主人公の古手川 和也とその友人たちは幻の蝶を探しに行く約束をしており、小学校の校舎で待ち合わせをする約束をした。
ところが、当日待ち合わせに来たのは水無月 唯だけだった。さらに悪いことに小学校が火事になり、唯が巻き込まれてしまう。
それから8年後、和也とその仲間たちは、今度こそ幻の蝶を見つけ出すためにキャンプ場に集合する。だが、そこに唯の姿はなかった。

## 登場人物
声があるのは女性のみ。
古手川 和也（こてがわ かずや）※名前は変更可能
主人公の青年。
西野 奈緒（にしの なお）
声 : 前川優子
心優しい幼馴染。少々そそっかしいのが欠点。染色技術を学んでいる。
小山内 美伽（おさない みか）
声 : 一色ヒカル
自由奔放なお嬢様。和也の初恋の相手でもある。ミラノへの語学留学から一時帰国。
真島 桜子（まじま さくらこ）
声 : 羽吹梨里
冷静沈着な頭脳派。医者を目指して勉強中である。
白川 瑞樹（しらかわ みずき）
声 : 永瀬江美弥
寡黙な少女。どうやら霊感があるらしい。
瀬尾 千鶴（せお ちづる）
声 : 雪絵れな
明るく元気いっぱいの少女。背は小柄。昔から和也のことが好きだった。
水無月 唯（みなづき ゆい）
声 : ???
8年前の火事以来、ずっと眠り続けている。
武本 隆（たけもと たかし）
和也の親友。好青年だが何かとリーダーシップを取りたがる。
橘 有希（たちばな ゆうき）
キャンプ場の女性管理人。ホームページを通じて和也たち7人が集まるきっかけを作った。
祐樹（ゆうき）
神出鬼没の謎の少年。和也に忠告をしては去っていく。有希の兄らしい。
滝川 信夫（たきかわ のぶお）
不良3人組のリーダーで、彼もまた和也たちの同級生である。ナイフをちらつかせて一同に絡んでくる。
上村 史郎（うえむら しろう）
不良3人組の1人。根は悪くないようなのだが、3人そろっていると調子に乗ってしまう。
亀田 俊彦（かめだ としひこ）
不良3人組の1人。信夫にくっついて虚勢を張っているだけである。
根黒 雅史（ねぐろ まさし）
噂や伝説に出てくる人さらい。実在の人物か否かも定かではない。

## スタッフ
- 企画 : クロムウェル
- エグゼクティブプロデューサー : 柏瀬通代
- キャラクターデザイン : 藤原ひさし
- シナリオ : 室井有紀
- 音楽 : Emitt Brown, am 0:∞